# Multihero
Multihero je akční plošinová hra vydaná v roce 2006. Úkolem hráče je překonat v roli vybraných komiksových postav celkem 50 úrovní.

## Postavy
Na každou úroveň si může vybrat z 10 komiksových postav:
- Riu,
- Rashe,
- Spidermana,
- Maria,
- Hayabusu,
- Mikea (z Želví ninžové),
- Batmana,
- Predatora;
- Goku byl přidán až ve verzi 0.93,
- Richter Belmont byl přidán až ve verzi 0.94.

Při překonávání úrovní musí projít celým kolem až do cíle. Cestou může potkat nepřátele, v 5 úrovních (8., 20., 35., 43., 50.) také tzv. bosse; úspěšném dokončení těchto kol se mu postupně odemknou postavy počínaje Mariem; Goku a Richter Belmont se odemykají po dokončení 16. kola.

## Ovládání
Hra se ovládá pomocí myši v hlavním menu hry, klávesnice nebo joysticku ve hře. Ovládání je ovšem možné změnit v nastavení hry.
Dále je možné stisknutím dvou nebo tří kláves kombinaci útoků, kde jedna klávesa je jedna ze čtyřech kláves útoků a druhá, příp. třetí je směrová nebo klávesa obrany (viz zde).

## Módy
Hra má dva módy: dobrodružný a versus mód. V dobrodružném musí hráč překonat všechna kola, ve versus módu si hráč zvolí z parametrů hry (zasáhni terč, CTF, hra všichni proti všem, udrž vlajku), počet hráčů (dále si zvolí, jestli bude hrát PC nebo jiný hráč, příp. k nim přiřadí tým) a arénu; maximální počet hráčů je 4.

## Herní prvky

### Zdraví
V levém horním rohu obrazovky se nachází malá ikona hráče (která v módu „všichni proti všem“ zobrazuje počet životů), zdraví a ukazatel nabití „super síly“ (viz níže). Počáteční zdraví hráče v módu dobrodružství je 100. Pokud se různými nástrahami nebo útoky nepřátel sníží na nulu nebo pod, hráč zemře. Životy se ale také dají doplnit (viz níže).

### Schopnosti postav
Jakákoliv postava ovládá všemožné chvaty; podobné se skrývají pod stejnou klávesou:
- směrové klávesy „vpravo“ a „vlevo“ určují směr pohybu, klávesa „nahoru“ ovlivňuje blízký spínač (vzdálenost těla); stiskem klávesy „dolů“ se hráč skrčí;
- útok – schopnost není nutné popisovat; je kombinovatelná s klávesami „nahoru“ a „dolu“;
- hození – v případě velmi blízké polohy hráče vůči jiné postavě ji hráč polapí a druhým stisknutím odhodí;
- kouzlo – hráč (až na výjimku Rashe) vyšle magii typickou pro danou postavu (např. Mario – oheň); v případě kombinace s klávesou „nahoru“ hráč provede skok do výše, v případě kombinace s klávesou „dolů“ provede hráč speciální chvat, v případě kombinace s klávesou „obrana“ provede hráč „super sílu“ – mnohokrát znásobenou vlnu magie hráče, ovšem jen v případě, že je nabitý ukazatel v levém horním rohu;
- skok – hráč vyskočí; při zmáčknutí dvakrát za sebou se schopnost opakuje, při kombinaci s klávesou „dolů“ hráč propadne tenkou plošinkou (pokud na ní stojí).

### Nepřátelé
Ve většině úrovní jsou nepřátelé. Některé z nich není nutné zabít, některé však ano (např. jejich smrt může otevírat různé dveře apod.).

### Předměty
Ve hře jsou také předměty – hráč přijde nad předmět, stiskne danou klávesu a tím předmět vezme. Předmět poté slouží jako zbraň a lze ho odhodit klávesou „hodit“ (někdy i klávesou „útok“) vlevo, vpravo, v případě kombinace i nahoru, dolů a všemi čtyřmi šikmými směry (kombinace zde).

#### Předměty a jejich schopnosti
- zelený a žlutý krunýř – hráč je může pouze házet,
- palice – hráč jí může udeřit a později ji odhodit,
- granát – po odhození exploduje;
- střelné zbraně:
  - obyčejná pistole – 15 nábojů, možnost odhození,
  - elektrická pistole – 4 náboje, možnost odhození,
  - bazuka – 1 náboj, možnost odhození;
- „otazník“ – jde vlastně o balíček, ze které ho se po odhození stane zbraň,
- lékárna – po zvednutí doplní hráči 100 životů.

### Skryté prostory
Ve většině úrovní se nachází jeden, maximálně dva skryté prostory. Ve skrytém prostoru se nachází předmět.

### Editor vlastních úrovní
Od verze 0.95 je dostupný i editor úrovní.

### Hudba
Hru doprovází hudba daná pro každou úroveň, někdy se však mění dle situace.

## Kritika
Hra obdržela na stránkách PlneHry.cz 60 %.